# Mesocyclops thermocyclopoides
Mesocyclops thermocyclopoides – gatunek widłonoga z rodziny Cyclopidae. Opisał go w 1931 roku japoński zoolog Isokiti Harada, nadając mu nazwę Mesocyclops (Mesocyclops) thermocyclopoides. Jako miejsce typowe wskazał „See Candidius”, czyli jezioro Riyue Tan na Tajwanie.